# Gramenet (Benavent de la Conca)
|  | Per al municipi del Barcelonès, vegeu Santa Coloma de Gramenet. |

Gramenet és un poble del terme municipal d'Isona i Conca Dellà, pertanyent a l'antic terme de Benavent de la Conca, a la comarca del Pallars Jussà.
Està situat uns dos quilòmetres a ponent de Benavent i a uns dos més al sud de Covet. És accessible des d'aquests dos pobles, a través de la pista asfaltada que uneix la carretera C-1412b al quilòmetre 33, amb el poble de Covet. Des de mig quilòmetre abans d'arribar al darrer poble arrenca cap al sud una altra pista, en bon estat, que mena a Gramenet, Merea i la carretera L-911, que enllaça el Coll de Comiols amb Sant Salvador de Toló i Gavet de la Conca.
Està situat a 732 m. alt., a la vall del barranc del Tossal, que s'origina sota mateix de Benavent de la Conca i és un dels que forma la capçalera del riu de Conques.
Aquesta caseria, actualment quasi del tot despoblada, estava formada per tot de masos dispersos, dels quals en queden alguns: Cal Nofre, la Casa de Barraqueró i lo Masiot, dels que encara són dempeus.
El 1812, a conseqüència de la formació dels municipis moderns, resultat del desenrotllament de la Constitució de Cadis, Gramenet fou inclòs des del primer moment dins de l'ajuntament de Benavent.
En èpoques llunyanes Gramenet havia tingut església pròpia, dedicada a Santa Maria, que actualment és del tot desapareguda. Apareix documentada, com el poble, Grameneto, el 952 i el 1080, any en què fou donada al monestir de Santa Cecília d'Elins, amb motiu de la consagració d'aquest monestir.

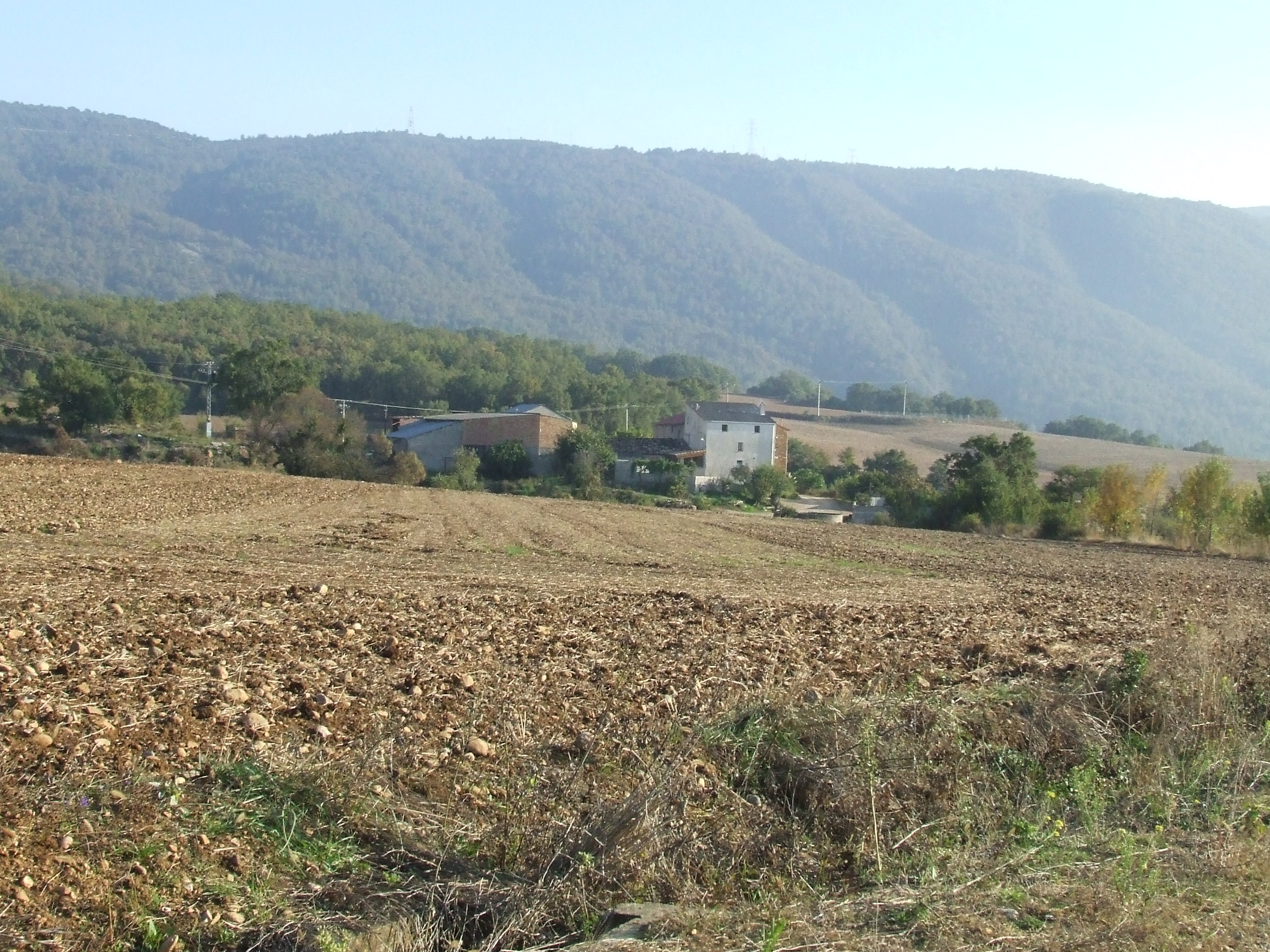
Gramenet des del nord

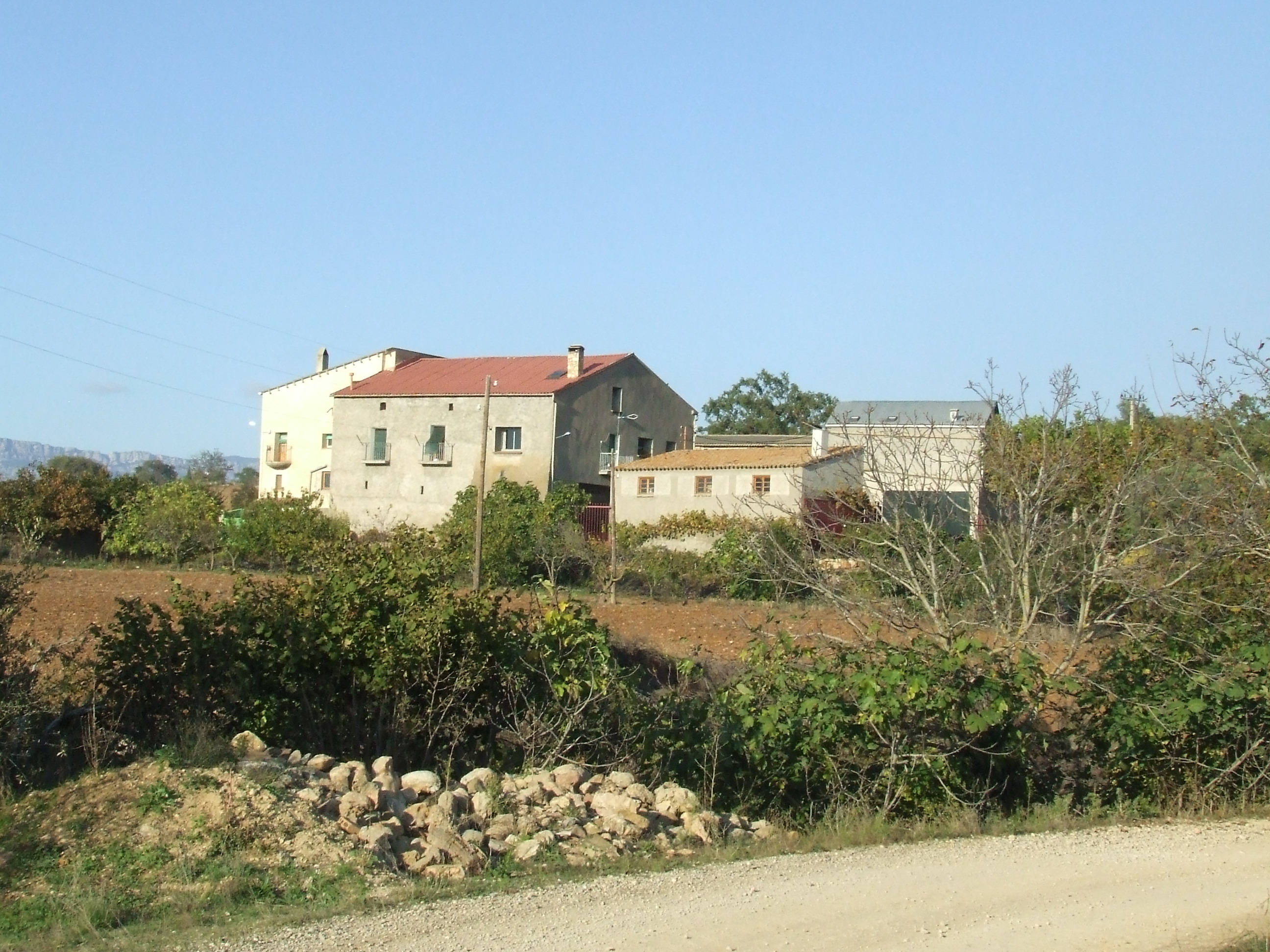
Gramenet des del sud

## Etimologia
Gramenet és un topònim romànic, procedent del llatí graminetum (camp d'agram), col·lectiu derivat de gramen (herba, agram).